# Daniel Millberg
Daniel Millberg, född 1665 i Virserums socken, död 4 december 1715 i Törnevalla socken, han var en svensk kyrkoherde i Törnevalla församling. 

## Biografi
Daniel Millberg döptes 19 februari 1665 i Virserums socken. Han var son till kornetten och kronolänsmannen Jonas Månsson och Maria Olofsdotter. Millberg blev 1687 student vid Kungliga Akademien i Åbo och 1692 magister vid Greifswalds universitet. Han blev 1694 rektor i Vimmerby och 12 mars 1697 i Västervik. Millberg prästvigdes 25 mars 1703 och blev samma år kyrkoherde i Törnevalla församling. Han avled 4 december 1715 i Törnevalla socken.

### Familj
Millberg gifte sig med Elisabeth Wallerius (1681–1723). Hon var dotter till Nils Wallerius och Christina Phrygius i Högsby socken. De fick tillsammans barnen Elisabeth, Nils (1704–1737), Christina och Jonas Sylvester (född 1711). Efter Millbergs död gifte Elisabeth Wallerius om sig med David Pontin i Törnevalla socken.